# Liesel Westermann
Liesel Westermann, född 2 november 1944 i Sulingen i Niedersachsen, är en före detta tysk friidrottare.
Westermann blev olympisk silvermedaljör i diskuskastning vid sommarspelen 1968 i Mexico City.